# Ufa-Palast am Gänsemarkt

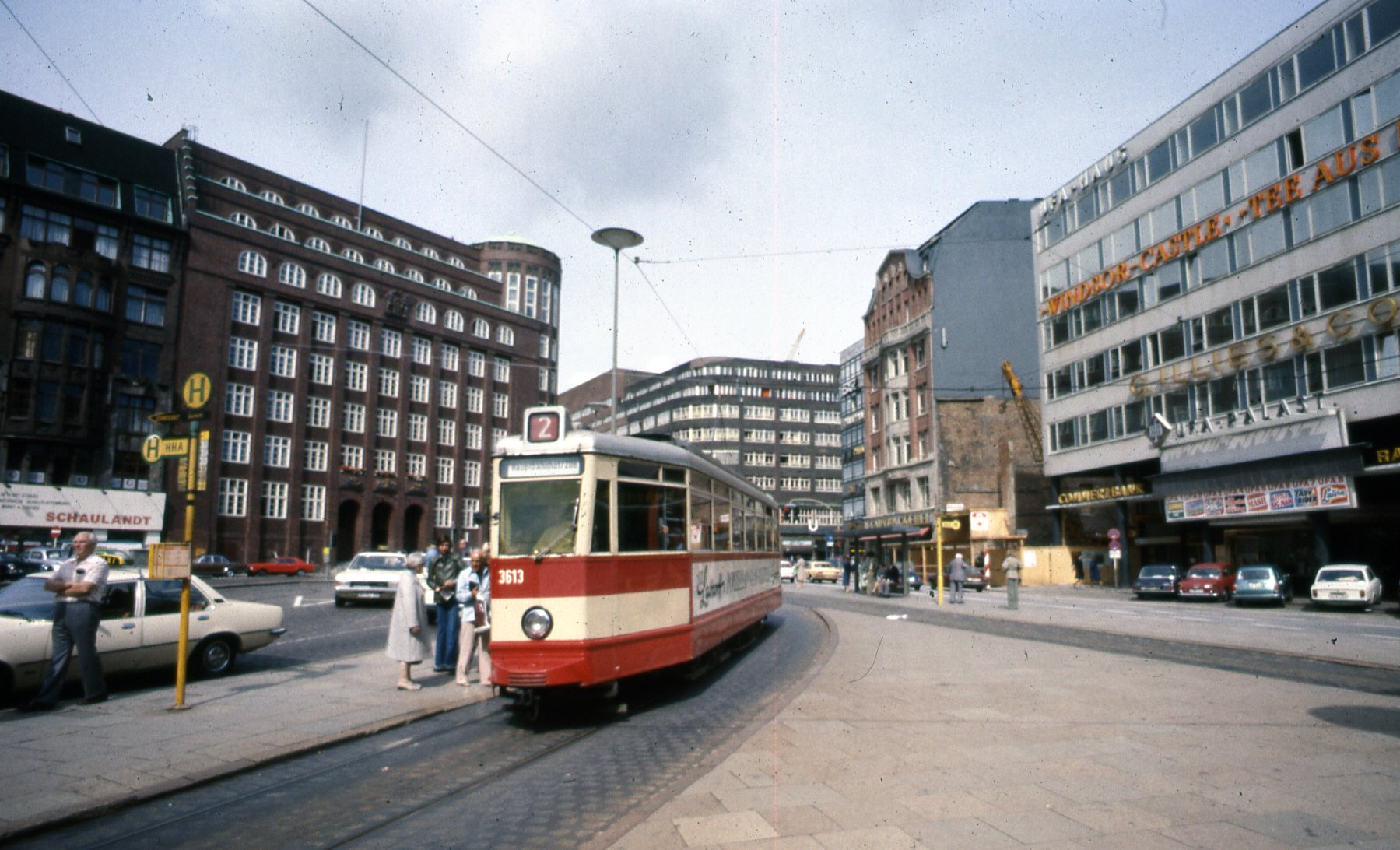
Der ursprüngliche Standort des Ufa-Palastes befand sich im halbrunden Deutschlandhaus im Bildhintergrund, hier rechts der Ufa-Palast an der Nordseite des Gänsemarkts zur Zeit der Schachtelkinos in den 1970er Jahren.

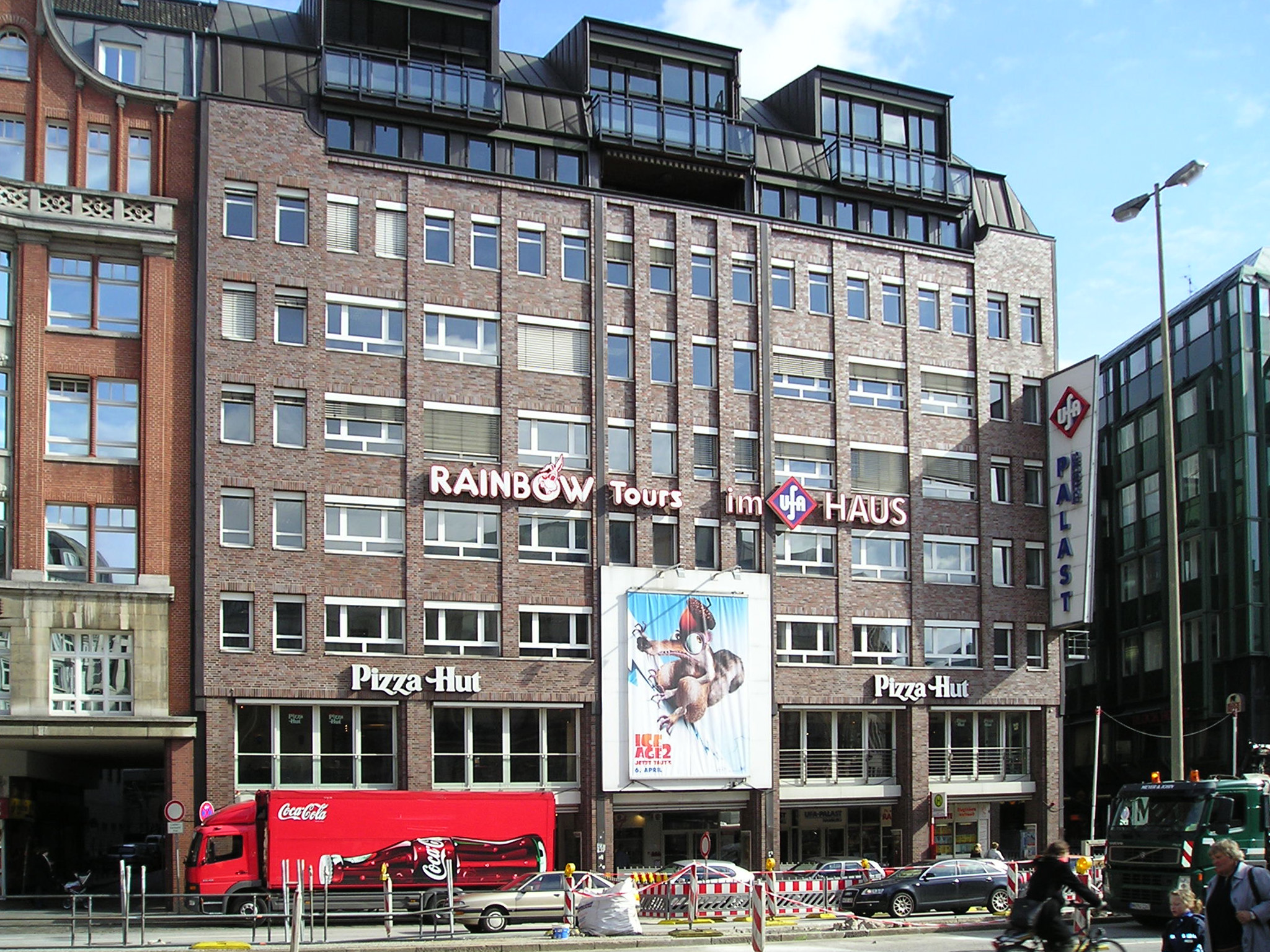
Das letzte, erst 1997 eröffnete Gebäude des Ufa-Palasts, hier kurz vor dem Abriss ab 2006.

Der Ufa-Palast am Gänsemarkt war ein Kino der Ufa in Hamburg, dessen Ursprünge sich zunächst ab 1912 im Lessing-Theater am Gänsemarkt und sodann im Hof des 1928/29 erbauten Deutschlandhauses am Valentinskamp, ebenfalls am Gänsemarkt befanden, wo es 1944 zerstört wurde. Das ursprüngliche unzerstörte Lessing-Theater diente von 1945 bis 1956 als Besatzungstheater und Truppenkino. 1958 eröffnete der neue Ufa-Palast an der Nordseite des Gänsemarkts in einem Neubau, der 1995 abgerissen wurde. Bis 1997 wurde er erneut an selber Stelle neuerbaut, jedoch ab 2006 endgültig abgerissen.

## Geschichte
Ab 1912 befand sich das Kino im Lessing-Theater, das von der Ufa 1917 übernommen und zum Ufa-Kino umgestaltet wurde (Ufa Lichtspiele Lessing Theater). Es zählte somit zu den ersten Kino-Standorten in Hamburg. Bereits vor dem Krieg wurden von der Ufa alle Grundstücke rund um das Lessing-Theater für einen Neubau erworben. Das Deutschlandhaus wurde 1928/29 erbaut, das Kino Ufa-Palast in dessen Hof zählte mit 2700 Plätzen zu den größten in Europa. Am 18. Juni 1944 brannte das Kino bei einem Bombenangriff vollständig aus; das Deutschlandhaus wurde schwer beschädigt. Das Lessing-Theater blieb allerdings unzerstört und diente demzufolge seit 1945 als Besatzungstheater und Truppenkino. 1956 wurde es wieder freigegeben, jedoch nicht wiedereröffnet, denn es wurde bereits seit 1953 von der Ufa und den Architekten Klüppelberg & Liedtke ein Neubau geplant. Es gab zudem noch um 1955 noch eine Alternativplanung, das Lessing-Theater umzubauen, jedoch fiel die Entscheidung zum Neubau.
1958 eröffnete das Kino erneut, diesmal in dem seit 1953 geplanten Neubau an der Nordseite des Gänsemarktes, dem Ufa-Haus. Beginnend 1974 wurden die Säle dieses Kinos in zahlreiche Schachtelkinos unterteilt, zunächst in sieben Säle, dann ab 1983 in 13 Kinos, 1990 waren es dann 17 Säle. 1995 wurde das Kino komplett abgerissen und wiederum neu aufgebaut. Die Neueröffnung erfolgte am 27. Februar 1997. Am 31. Mai 2006 fanden die letzten Filmvorführungen statt. Das Grundstück wurde von der insolventen Ufa-Kette verkauft. Das Kinogebäude musste dann einem neuen Geschäfts- und Bürokomplex weichen.